# Das Hohe Lied (1933)
Das Hohe Lied (Alternativtitel: Das Lied der Lieder; Originaltitel: The Song of Songs) ist ein US-amerikanisches Filmdrama aus dem Jahre 1933. Unter der Regie von Rouben Mamoulian spielte Marlene Dietrich die Hauptrolle.

## Handlung
Deutschland, zur Jahrhundertwende. Lily Czepanek, ein Mädchen vom Lande, hat gerade ihren Vater verloren und wird von ihrer ebenso stocksteifen und erzkonservativen wie geldgierigen Tante, der Berliner Buchhändlerin Frau Rasmussen, erzogen. Eines Tages betritt der Bildhauer Richard Waldow, dessen Atelier Lily von ihrer Wohnung aus sehen kann, das Buchgeschäft. Er ist sofort fasziniert von Lilys perfekten Körperformen und fragt sie, ob sie nicht einmal Lust hätte, ihm Modell zu stehen. Lily kann der Aufsicht ihrer kontrollsüchtigen Tante entkommen und lässt sich sogar darauf ein, Richard nackt Modell zu stehen. Lily glaubt daraufhin, in Waldow den Mann ihrer Träume gefunden zu haben. Obwohl Waldow ihre Gefühle erwidert, hat er Angst, sich fest zu binden und nutzt deshalb nicht die Chance, die Lily ihm bietet. Ein Kunde Richards, der wohlhabende Baron von Merzbach, besucht Waldow eines Tages und sieht die fertige Statue nach dem Abbild Lilys. Er verliebt sich Hals über Kopf in sie und fragt Richard, ob er das Original nicht kennen lernen könnte. Anders als Richard, ist Merzbach ein von sich selbst überzeugter Draufgänger und versucht, Lily zu erobern. Da Richard noch immer nicht den Mumm besitzt, um Lily zu kämpfen und Merzbach andererseits ihm, dem armen Bildhauer, klarmacht, dass es Lily bei ihm, dem wohlhabenden Adeligen, sowieso besser haben würde, gibt Waldow seine heimliche Liebe Lily auf und für Baron Merzbach frei. Lily ahnt nichts von diesem stillschweigenden Abkommen, als sie wieder einmal Richard in seinem Atelier besuchen will. Stattdessen trifft sie auf den Baron, der ihr erzählt, dass sich Richard auf eine Reise begeben habe. Enttäuscht von seinem Mangel an Courage, zu beider Liebe zu stehen, nimmt Lily den Heiratsantrag Merzbachs an und wird, nur um es Richard heimzuzahlen, seine Frau.
Der Baron ermöglicht seiner hübschen, jungen Gattin alles, was man mit Geld kaufen kann. Sie taucht in die Welt der oberen Zehntausend ein, lernt Tanzen, Französisch und erfährt alles über Musik. Dennoch wird Lily in dieser Ehe zutiefst unglücklich. Eines Tages versucht auch noch ihr Reitlehrer von Prell sie anzubaggern, er wird aber von Lily zurückgewiesen. Merzbach, der dieses komplizierte Beziehungsgeflecht zwischen ihm, seiner Frau und Richard Waldow in Ordnung bringen möchte, sucht nach einer Unterredung, an der alle drei teilnehmen, doch diese Idee geht gründlich daneben. Lily hat erfahren, dass Richard niemals auf die von ihrem Mann insinuierte Reise gegangen war, und lediglich aus eigener Schwachheit dem Drängen Merzbachs, sich von Lily zu trennen, nachgegeben hatte. Schockiert von dieser Neuigkeit, läuft Lily davon, wird aber von Richard in Merzbachs Villenpark eingeholt. Richard versucht, Lily sein einstiges Verhalten zu erklären, doch sie will nichts mehr von ihm hören. Lily sagt aus verletztem Stolz und einem Anflug von Rache, dass sie sowieso bereits jemand anderen liebe, einen gewissen Herrn von Prell. Um Richard dies zu beweisen, geht sie zum parkeigenen Pavillon, wo sich gerade von Prell aufhält und küsst diesen coram publico. Der ergreift die Gunst des Moments und will Lily in sein Schlafgemach abschleppen, um sie dort zu verführen. Auf dem Weg dorthin stößt von Prell eine brennende Lampe um, die sofort den Pavillon in Flammen setzt.
Nachdem einige von Merzbachs Domestiken Prell dabei beobachtet haben, wie dieser Lily von Merzbach auf seinen Armen fortgetragen hatte, informieren sie ihren Herrn, der daraufhin in einem Eifersuchtsanfall seine Frau (und eventuell von Prell gleich mit) umzubringen beabsichtigt. Die hauseigene Gouvernante warnt Lily vor ihres Mannes Vorhaben, die daraufhin dem ganzen Wahnsinn entflieht und von Merzbach mitsamt Anwesen hinter sich lässt. Spät aber, so hofft er, nicht zu spät, unternimmt Richard nun endlich einen Versuch, Lily für sich zurückzugewinnen. Lily hat inzwischen eine Stellung als Animierdame gefunden. Richard kann sie aufstöbern und davon überzeugen, es noch einmal mit ihm zu versuchen. Doch sie zögert, bleibt ihm gegenüber zunächst reserviert. Erst nachdem Lily die Statue, der sie einst Modell gestanden hatte, in einem Akt der Selbstbefreiung zerstört, ist sie bereit, sich mit Richard Waldow zu versöhnen und eine gemeinsame Zukunft aufzubauen.

## Hintergrund
Das Hohe Lied entstand im Frühjahr 1933 als Neuverfilmung des 1924 entstandenen Stummfilms Die Frau des Kommandeurs, und wurde am 19. Juli 1933 im Criterion Theatre, New York, uraufgeführt. Das nationalsozialistische Deutschland erlaubte keine deutsche Aufführung. Die deutschsprachige Erstaufführung fand am 29. September 1933 in Österreich statt. Die Westdeutsche Premiere erfolgte am 19. April 1975 im WDR-Fernsehen, die Ostdeutsche am 18. Dezember 1983 im DFF.
Hans Dreier entwarf die Filmbauten, Travis Banton die Kostüme. William C. Mellor war einer von mehreren einfachen Kameraleuten, die Chefkameramann Victor Milner zuarbeiteten.
Mit diesem Film versuchte Marlene Dietrich ihrem seit Der blaue Engel geschaffenen Image als Vamp und „sündige Verführerin“ vom Dienst erstmals zu entkommen.

### Synchronisation
Die deutsche Synchronfassung entstand 1983 im Fernsehen der DDR Studio für Synchronisation, Ost-Berlin. Wito Eichel schrieb das Dialogbuch und Michael Rakow führte Regie.
| Rolle                     | Darsteller       | Synchronsprecher    |
| ------------------------- | ---------------- | ------------------- |
| Lily Czepanek             | Marlene Dietrich | Helga Sasse         |
| Richard Waldow            | Brian Aherne     | Thomas Kästner      |
| Baron von Merzbach        | Lionel Atwill    | Fred Alexander      |
| Frau Rasmussen            | Alison Skipworth | Brigitte Lindenberg |
| Herr von Prell            | Hardie Albright  | Frank-Otto Schenk   |
| Fräulein von Schwertfeger | Helen Freeman    | Helga Korén         |

## Kritiken
Die Österreichische Film-Zeitung schrieb nach der Wiener Premiere über Marlene Dietrich: „Ein Film, in dem die Künstlerin eine Rolle findet, an der sich ihre Gestaltungskunst und ihre Wandlungsfähigkeit wieder glänzend bestätigt, ist „Das Hohe Lied“ (…) Der Regisseur Rouben Mamoulian hat mit dem Film ein sehr wirkungsvolles Werk geschaffen.“
Paimann’s Filmlisten resümierte: „Der starke Vorwurf ist mit beachtlicher Einfühlung im Kostüm seiner Entstehungszeit verfilmt. Dazu stand ein ausgewähltes Ensemble zur Verfügung; an der Spitze die Dietrich, deren Spiel die letzten Divergenzen zwischen Werk und amerikanischer Regieauffassung vergessen macht. Aparte Einfälle, geschickte Übergänge, diskrete, mit Maß eingesetzte Untermalungsmusik. Besonders in den Außenaufnahmen bildhaft wirksame Photographie. (…) Stark über dem Durchschnitt.“

„Bildgewaltiges poetisches Melodram nach dem gleichnamigen Roman von Sudermann.“

„Stumpfsinnige Geschichte nur lohnenswert dank der guten Schauspielerleistungen, besonders der Dietrich, die in ihrem ersten Hollywood-Film, der nicht von Josef von Sternberg inszeniert wurde, strahlt.“

„Prätentiöser, romantischer Unsinn, einigermaßen genießbar gestaltet durch die zuverlässige Hand des Regisseurs.“